# Bedford, Greater Manchester
Bedford är en stadsdel i Leigh, i distriktet Wigan, i grevskapet Greater Manchester, i England. Bedford var en civil parish från 1866 till 1894 då den blev en del av Leigh. Denna civil parish hade 9 455 invånare år 1891.